# E. W. Kemble
Edward Winsor Kemble (Sacramento, 18 gennaio 1861 – New York?, 19 settembre 1933) è stato un disegnatore statunitense.
Si trasferì con la famiglia dalla California a New York e dal 1875 studiò in un collegio di Philadelphia, all'epoca una città molto attiva come centro artistico-culturale.
Nel 1880 cominciò a collaborare come disegnatore di fumetti per la rivista Harper's Bazaar di New York. Divenne poi il principale disegnatore della società New York Graphic. Collaborò come disegnatore con la rivista Life fin dalle prime edizioni del 1883.
Mark Twain gli commissionò, nel 1884, l'illustrazione del suo libro Huckleberry Finn.
Nel periodo 1903-1907 collaborò con la rivista Collier's Weekly e dal 1907 al 1912 con Harper's Weekly. In seguito fornì suoi disegni alla rivista Leslie's Weekly and Judge.
Divennero molto popolari negli Stati Uniti i suoi disegni realistici, ma allo stesso tempo simpatetici di personaggi afro-americani, come ad esempio nel fumetto Mammy's Lil' Lamb del 1911.